# Biker metal
Biker metal, (também conhecido como Biker punk) é um gênero de fusão que combina elementos de Punk Rock, Heavy metal, Rock and Roll e Blues. Ele foi pioneiro do final da década de 1970 ao início da década de 1980 na Inglaterra e nos Estados Unidos, por bandas como Motörhead, Plasmatics, Anti-Nowhere League e Girlschool.

## Características
O Biker metal, foi descrito como sendo influenciado pelo punk rock, rock and roll, Heavy metal, e blues. Sleazegrinder, um escritor da Classic Rock, descreveu o Biker metal, como um "glam metal, que virou Mad Max".
O Biker metal, é caracterizado por sua abordagem mid-tempo ao metal,, seu som "corajoso e americano" e seu alinhamento com a cultura motociclista como um todo. O gênero foi contrastado com formas mais lentas e operísticas de metal,, como o trabalho de Judas Priest no início dos anos 2000. Da mesma forma, o metal, motociclista evita a velocidade e o virtuosismo que ganhou destaque nos anos 1980.
Bandas como Black Moth, Orange Goblin, The Obsessed, Earthride e Black Label Society foram descritas como fundindo o estilo com o doom metal,, enquanto Clutch foi descrito como uma fusão de elementos de Biker metal, e Southern rock em seu som de Stoner Rock. A música Paranoid do Black Sabbath foi considerada um clássico do gênero. Biker metal, provou ser influente em gêneros que vão do speed metal, ao punk hardcore e crust punk, e foi parte integrante do desenvolvimento do metal, extremo. Giuseppe Sbrana, da banda de heavy metal, de Botswana Skinflint, afirmou que bandas de Biker metal, foram fortemente influentes na estética das bandas de heavy metal, africanas.

## Terminologia
A associação com a cultura do motociclista esteve presente durante a maior parte da vida do heavy metal, e do punk rock: o Thin Lizzy foi fotografado com frequência com motocicletas que remontam a 1973; Joan Jett apareceu na capa da Outlaw Biker Magazine; Judas Priest usou uma imagem de motociclista a partir de meados dos anos 1970, mas também emprestou muito do sadomasoquismo; e o estilo de vestir comum dos metal,eiros está intimamente ligado ao estilo de gangues de motociclistas. Spin elogia o vocalista principal do Motörhead, Lemmy, como o primeiro a trazer a cultura da motocicleta para o punk rock e heavy metal,, provavelmente por meio da influência de bandas de rock anteriores como Steppenwolf, Lynyrd Skynyrd e Grateful Dead; um uso precoce do termo "heavy metal," estava até presente na canção "Born to Be Wild" de Steppenwolf, em 1968, em referência a uma motocicleta.